# 特吕什特赛姆
特吕什特赛姆（法語：Truchtersheim，发音：[tʁyʃtəʁsaim] 或 [tʁuxtəʁsaim]）是法国下莱茵省的一个市镇，位于该省西部，属于萨尔韦讷区（Saverne）和布克斯维莱尔县（Bouxwiller）。该市镇总面积9.92平方公里，2009年时的人口为2900人。

## 地名发音问题
该地名Truchtersheim来源于德语，拼读方式不符合法语正字法，现发音通常为[tʁyʃtəʁsaim]，根据实际发音其应译作“特吕什特赛姆”，《世界地名翻译大辞典》中将其误译作“特吕克泰塞姆”。

## 人口
特吕什特赛姆人口变化图示